# Sphecodes
Genre
Sphecodes est un genre d'abeilles de la famille des Halictidae (ou des Apidae selon Fauna Europaea).
Les abeilles de ce genre sont cleptoparasites.

## Apparence
Les Sphecodes sont facilement reconnaissables à leur tête et thorax noirs couverts de rares poils et à leur abdomen presque sans poils et de couleur plus ou moins rouge. La veine basale de l'aile antérieure est très arquée. Chez les femelles, les soies servant à la récolte du pollen sont absentes ; les mâles ont des touffes de soies sur les articles noueux des antennes.

## Liste des espèces
Selon Fauna Europaea (26 juin 2014),,
- Sphecodes abuensis Nurse, 1903
- Sphecodes abyssinicus Sichel, 1865
- Sphecodes aeneiceps Friese, 1917
- Sphecodes aino Tsuneki, 1983
- Sphecodes akitanus Tsuneki, 1983
- Sphecodes albifrons Smith, 1879
- Sphecodes albilabris (Fabricius, 1793)
- Sphecodes albociliatus Meyer, 1922
- Sphecodes algoensis Blüthgen, 1928
- Sphecodes alternatus Smith, 1853
- Sphecodes amakusensis Yasumatsu & Hirashima, 1951
- Sphecodes anatolicus Warncke, 1992
- Sphecodes andinus Schrottky, 1906
- Sphecodes angarensis Cockerell, 1937
- Sphecodes anonymus Blüthgen, 1928
- Sphecodes antennariae Robertson, 1891
- Sphecodes apicatus Smith, 1853
- Sphecodes arequipae Meyer, 1925
- Sphecodes argentinus Schrottky, 1906
- Sphecodes armeniacus Warncke, 1992
- Sphecodes arnoldi Blüthgen, 1928
- Sphecodes aroniae Mitchell, 1960
- Sphecodes arroyanus Cockerell, 1904
- Sphecodes arvensiformis Cockerell, 1904
- Sphecodes asclepiadis Cockerell, 1898
- Sphecodes aspericollis Sichel, 1865
- Sphecodes assamensis Blüthgen, 1927
- Sphecodes atlanticus Warncke, 1992
- Sphecodes atlantis Mitchell, 1956
- Sphecodes atriapicatus Strand, 1912
- Sphecodes autumnalis Mitchell, 1956
- Sphecodes awaensis Tsuneki, 1983
- Sphecodes bakeri Cockerell, 1915
- Sphecodes banaszaki Nobile & Turrisi, 2004
- Sphecodes banksii Lovell, 1909
- Sphecodes baratonis Tsuneki, 1983
- Sphecodes barbatus Blüthgen, 1923
- Sphecodes basalis Sichel, 1865
- Sphecodes biroi Friese, 1909
- Sphecodes bischoffi Meyer, 1925
- Sphecodes bogotensis Meyer, 1922
- Sphecodes bonaerensis Holmberg, 1886
- Sphecodes borealis Cockerell, 1937
- Sphecodes brachycephalus Mitchell, 1956
- Sphecodes brasiliensis Schrottky, 1910
- Sphecodes braunsi Blüthgen, 1928
- Sphecodes breviclypeatus Tsuneki, 1984
- Sphecodes bruchi Schrottky, 1906
- Sphecodes californicus Meyer, 1922
- Sphecodes campadellii Nobile & Turrisi, 2004
- Sphecodes candidus Meyer, 1925
- Sphecodes capensis Cameron, 1905
- Sphecodes capriciosus Schrottky, 1906
- Sphecodes capverdensis Pauly & LaRoche, 2002
- Sphecodes carolinus Mitchell, 1956
- Sphecodes castaneae Mitchell, 1960
- Sphecodes centralis Cockerell, 1938
- Sphecodes cephalotes Meyer, 1920
- Sphecodes chaprensis Blüthgen, 1927
- Sphecodes chibaensis Tsuneki, 1984
- Sphecodes chichibuensis Tsuneki, 1986
- Sphecodes chichibuus Tsuneki, 1986
- Sphecodes chilensis Spinola, 1851
- Sphecodes clematidis Robertson, 1897
- Sphecodes clypeatus Friese, 1917
- Sphecodes columbiae Cockerell, 1906
- Sphecodes combai Nobile & Turrisi, 2004
- Sphecodes confertus Say, 1837
- Sphecodes confusus Blüthgen, 1928
- Sphecodes congoensis (Benoist, 1950)
- Sphecodes connexus Blüthgen, 1928
- Sphecodes convergens Michener, 1978
- Sphecodes convergens Tsuneki, 1983
- Sphecodes coptis Tsuneki, 1983
- Sphecodes cordillerensis Jörgensen, 1912
- Sphecodes cordovensis (Cockerell, 1919)
- Sphecodes coriae Moure & Hurd, 1987
- Sphecodes coronus Mitchell, 1956
- Sphecodes costaricensis Friese, 1917
- Sphecodes crassanus Warncke, 1992
- Sphecodes crassicornis Smith, 1879
- Sphecodes crassicornis Tsuneki, 1983
- Sphecodes crassus Thomson, 1870
- Sphecodes crawfordi Mitchell, 1956
- Sphecodes cressonii (Robertson, 1903)
- Sphecodes cristatus Hagens, 1882
- Sphecodes croaticus Meyer, 1922
- Sphecodes daishi Tsuneki, 1983
- Sphecodes davisii Robertson, 1897
- Sphecodes decorus (Cameron, 1897)
- Sphecodes dichrous Smith, 1853
- Sphecodes dilutus Cockerell, 1936
- Sphecodes diremptus Cockerell, 1932
- Sphecodes distinctus Meyer, 1925
- Sphecodes duplex Blüthgen, 1927
- Sphecodes duplipunctatus Tsuneki, 1983
- Sphecodes dusmeti Blüthgen, 1924
- Sphecodes dyozankeanus Tsuneki, 1983
- Sphecodes ephippius (Linné, 1767)
- Sphecodes equator Vachal, 1904
- Sphecodes eritrinus Friese, 1915
- Sphecodes eugnathus Blüthgen, 1928
- Sphecodes eustictus Cockerell, 1906
- Sphecodes exaltus Mitchell, 1956
- Sphecodes fattigi Mitchell, 1956
- Sphecodes ferruginatus Hagens, 1882
- Sphecodes fimbriatus Blüthgen, 1928
- Sphecodes formosus Cockerell, 1911
- Sphecodes fortior Cockerell, 1898
- Sphecodes fragariae Cockerell, 1903
- Sphecodes friesei Herbst, 1908
- Sphecodes fudzi Tsuneki, 1983
- Sphecodes fuelleborni Blüthgen, 1928
- Sphecodes fukuiensis Tsuneki, 1983
- Sphecodes fumipennis Smith, 1853
- Sphecodes galeritus Blüthgen, 1927
- Sphecodes galerus Lovell & Cockerell, 1907
- Sphecodes genaroi Engel, 2006
- Sphecodes geoffrellus (Kirby, 1802)
- Sphecodes gibbus (Linnaeus, 1758)
- Sphecodes grahami Cockerell, 1922
- Sphecodes grandidieri (Buysson, 1901)
- Sphecodes granulosus Sichel, 1865
- Sphecodes guineensis Vachal, 1903
- Sphecodes hagensi Ritsema, 1880
- Sphecodes haladai Warncke, 1992
- Sphecodes hanedai Tsuneki, 1983
- Sphecodes hasshanus Tsuneki, 1983
- Sphecodes hemirhodurus Cockerell, 1921
- Sphecodes heraclei Robertson, 1897
- Sphecodes hesperellus Cockerell, 1904
- Sphecodes hirtellus Blüthgen, 1923
- Sphecodes howardi Cockerell, 1922
- Sphecodes hudsoni Cockerell, 1913
- Sphecodes hyalinatus Hagens, 1882
- Sphecodes hydrangeae Mitchell, 1956
- Sphecodes illinoensis (Robertson, 1903)
- Sphecodes indicus Bingham, 1898
- Sphecodes inornatus (Schrottky, 1902)
- Sphecodes insularis Smith, 1858
- Sphecodes intermedius Blüthgen, 1923
- Sphecodes iosephi Nobile & Turrisi, 2004
- Sphecodes iridescens Cockerell, 1921
- Sphecodes iridipennis Smith, 1879
- Sphecodes itidyo Tsuneki, 1983
- Sphecodes ituriensis Blüthgen, 1928
- Sphecodes iwatensis Tsuneki, 1983
- Sphecodes izumindus Tsuneki, 1986
- Sphecodes japonicus Cockerell, 1911
- Sphecodes javanicus Friese, 1914
- Sphecodes joergenseni Meyer, 1920
- Sphecodes johnsonii Lovell, 1909
- Sphecodes kaisensis Tsuneki, 1983
- Sphecodes kamafuse Tsuneki, 1983
- Sphecodes kershawi Perkins, 1921
- Sphecodes kincaidii Cockerell, 1898
- Sphecodes kisukei Tsuneki, 1983
- Sphecodes kitamius Tsuneki, 1983
- Sphecodes knetschi Cockerell, 1898
- Sphecodes koikensis Tsuneki, 1983
- Sphecodes kristenseni Meyer, 1919
- Sphecodes laetus Meyer, 1922
- Sphecodes lasimensis Blüthgen, 1927
- Sphecodes laticaudatus Tsuneki, 1983
- Sphecodes latifrons Cockerell, 1919
- Sphecodes lautipennis Cockerell, 1908
- Sphecodes levicinctus Cockerell, 1936
- Sphecodes levis Lovell & Cockerell, 1907
- Sphecodes libericus Cockerell, 1936
- Sphecodes longuloides Blüthgen, 1923
- Sphecodes longulus Hagens, 1882
- Sphecodes lunaris Vachal, 1904
- Sphecodes luteiventris Friese, 1925
- Sphecodes macswaini Michener, 1954
- Sphecodes maetai Tsuneki, 1984
- Sphecodes magnipunctatus (Cockerell, 1946)
- Sphecodes majalis Pérez, 1903
- Sphecodes malayensis Blüthgen, 1927
- Sphecodes manchurianus Strand & Yasumatsu, 1938
- Sphecodes mandibularis Cresson, 1872
- Sphecodes manni Cockerell, 1913
- Sphecodes manskii (Rayment, 1935)
- Sphecodes marcellinoi Nobile & Turrisi, 2004
- Sphecodes marginatus Hagens, 1882
- Sphecodes maruyamanus Tsuneki, 1983
- Sphecodes melanopus Schrottky, 1906
- Sphecodes mendocinus Jörgensen, 1912
- Sphecodes metanotiaeus Sichel, 1865
- Sphecodes metathoracicus Sichel, 1865
- Sphecodes mexicanorum Cockerell, 1919
- Sphecodes millsi Cockerell, 1919
- Sphecodes minarum Schrottky, 1910
- Sphecodes miniatus Hagens, 1882
- Sphecodes minor Robertson, 1898
- Sphecodes monilicornis (Kirby, 1802)
- Sphecodes montanus Smith, 1879
- Sphecodes murotai Tsuneki, 1983
- Sphecodes mutillaeformis Schrottky, 1906
- Sphecodes mutsu Tsuneki, 1983
- Sphecodes mutsuoides Tsuneki, 1984
- Sphecodes nambui Tsuneki, 1983
- Sphecodes natalensis Friese, 1925
- Sphecodes niger Hagens, 1874
- Sphecodes nigeriae Blüthgen, 1928
- Sphecodes nigricans Timberlake, 1940
- Sphecodes nigricorpus Mitchell, 1956
- Sphecodes nigritus Ashmead, 1900
- Sphecodes nippon Meyer, 1922
- Sphecodes nipponicus Yasumatsu & Hirashima, 1951
- Sphecodes nitidissimus Cockerell, 1910
- Sphecodes niveatus Meyer, 1925
- Sphecodes niveipennis Meyer, 1925
- Sphecodes nomioidis Pesenko, 1979
- Sphecodes nyassanus Strand, 1911
- Sphecodes ohdeyamanus Tsuneki, 1984
- Sphecodes ohtsukius Tsuneki, 1984
- Sphecodes okuyetsu Tsuneki, 1983
- Sphecodes olivieri Lepeletier, 1825
- Sphecodes olympicus Cockerell, 1904
- Sphecodes oneili Cameron, 1905
- Sphecodes oriundus Vachal, 1903
- Sphecodes pallitarsis Vachal, 1909
- Sphecodes paraguayensis Schrottky, 1906
- Sphecodes paraplesius Lovell, 1911
- Sphecodes patagonicus Schrottky, 1906
- Sphecodes patruelis Cockerell, 1913
- Sphecodes pecosensis Cockerell, 1904
- Sphecodes pectoralis Morawitz, 1876
- Sphecodes pellucidus Smith, 1845
- Sphecodes perlustrans Cockerell, 1898
- Sphecodes perplexus Nurse, 1903
- Sphecodes persimilis Lovell & Cockerell, 1907
- Sphecodes peruensis Meyer, 1925
- Sphecodes pieli Cockerell, 1931
- Sphecodes pilosulus Smith, 1879
- Sphecodes pimpinellae Robertson, 1900
- Sphecodes pinguiculus Pérez, 1903
- Sphecodes politulus Cockerell, 1937
- Sphecodes profugus Cockerell, 1910
- Sphecodes propinquus Blüthgen, 1928
- Sphecodes prosphorus Lovell & Cockerell, 1907
- Sphecodes prostygius Mitchell, 1960
- Sphecodes pseudocrassus Blüthgen, 1924
- Sphecodes pseudofasciatus Blüthgen, 1925
- Sphecodes pulsatillae Cockerell, 1906
- Sphecodes punctatus Sichel, 1865
- Sphecodes puncticeps Thomson, 1870
- Sphecodes puncticollis Sichel, 1865
- Sphecodes punctiscutum Eardley & R. P. Urban, 2006
- Sphecodes pusillus Cockerell, 1937
- Sphecodes pycnanthemi Robertson, 1897
- Sphecodes quadrimaculatus Blüthgen, 1928
- Sphecodes quellensis Blüthgen, 1927
- Sphecodes ralunensis Friese, 1909
- Sphecodes ranunculi Robertson, 1897
- Sphecodes redivivus Blüthgen, 1927
- Sphecodes reticulatus Thomson, 1870
- Sphecodes rhois (Cockerell, 1904)
- Sphecodes rikuchu Tsuneki, 1983
- Sphecodes rohweri Cockerell, 1907
- Sphecodes rotundiceps Cockerell, 1919
- Sphecodes rubicundus Hagens, 1875
- Sphecodes rudiusculus (Benoist, 1964)
- Sphecodes rufichelis Strand, 1912
- Sphecodes ruficrus (Erichson, 1835)
- Sphecodes rufiscapis Vachal, 1909
- Sphecodes rufithorax Morawitz, 1876
- Sphecodes rufiventris (Panzer, 1798)
- Sphecodes rufoantennatus Benoist, 1950
- Sphecodes rugulosus Sichel, 1865
- Sphecodes samarensis Blüthgen, 1927
- Sphecodes sapporensis Tsuneki, 1983
- Sphecodes sauteri Meyer, 1925
- Sphecodes saxicolus Warncke, 1992
- Sphecodes scabricollis Wesmael, 1835
- Sphecodes schenckii Hagens, 1882
- Sphecodes schoanus Blüthgen, 1928
- Sphecodes scrobiculatus Pauly & Brooks, 2001
- Sphecodes semicoloratus (Cockerell, 1897)
- Sphecodes senegalensis Sichel, 1865
- Sphecodes shawi Lovell, 1911
- Sphecodes shillongensis Blüthgen, 1927
- Sphecodes shirozui Tsuneki, 1983
- Sphecodes sikkimensis Blüthgen, 1927
- Sphecodes silvicola Tsuneki, 1983
- Sphecodes simillimus Smith, 1873
- Sphecodes simlaellus Blüthgen, 1927
- Sphecodes smilacinae Robertson, 1897
- Sphecodes solidaginis Cockerell, 1937
- Sphecodes solonis Graenicher, 1911
- Sphecodes sophiae Cockerell, 1898
- Sphecodes spinulosus Hagens, 1875
- Sphecodes strandi Meyer, 1920
- Sphecodes stygius Robertson, 1893
- Sphecodes subconfertus Sichel, 1865
- Sphecodes sudai Tsuneki, 1983
- Sphecodes sulcatulus Cockerell, 1906
- Sphecodes sulcifera Tsuneki, 1983
- Sphecodes taicho Tsuneki, 1983
- Sphecodes tainoi Engel, 2006
- Sphecodes tanoi Tsuneki, 1983
- Sphecodes tantalus Nurse, 1903
- Sphecodes tertius Blüthgen, 1927
- Sphecodes togoanus Strand, 1912
- Sphecodes tomarchioi Nobile & Turrisi, 2004
- Sphecodes townesi Mitchell, 1956
- Sphecodes transversus Cockerell, 1919
- Sphecodes trentonensis Cockerell, 1913
- Sphecodes tristellus Cockerell, 1919
- Sphecodes tuckeri Friese, 1925
- Sphecodes turneri Cockerell, 1916
- Sphecodes ugandae Blüthgen, 1928
- Sphecodes utinamius Tsuneki, 1983
- Sphecodes vachali Meyer, 1920
- Sphecodes variabilis Schrottky, 1906
- Sphecodes veganus Cockerell, 1904
- Sphecodes vumbuensis Blüthgen, 1928
- Sphecodes walteri Nobile & Turrisi, 2004
- Sphecodes washingtoni Cockerell, 1904
- Sphecodes wheeleri Mitchell, 1956
- Sphecodes woodi Cockerell, 1945
- Sphecodes zangherii Noskiewicz, 1931